# Алимова, Клавдия Иосифовна
Клавдия Иосифовна Алимова (19 октября 1930 — 11 октября 2021) — управляющий отделением Кизлярского виноградарского совхоза, Дагестанская АССР. Герой Социалистического Труда (17 марта 1981).

## Биография
Родилась в 1930 году в Скопинском районе Рязанской области. Русская.
Указом Президиума Верховного Совета СССР от 17 марта 1981 года «за выдающиеся производственные достижения, досрочное выполнение заданий десятой пятилетки и социалистических обязательств, проявленную трудовую доблесть» Алимовой Клавдии Иосифовне присвоено звание Героя Социалистического Труда с вручением ордена Ленина и золотой медали «Серп и Молот».
В 1970 году избрана депутатом Верховного Совета СССР 8 созыва.
Скончалась 11 октября 2021 года.